# تپه گورستان قلعه کل ۲
تپه قبرستان قلعه کل ۲ مربوط به کالکولیتیک- عصر آهن است و در شهرستان دره‌شهر، بخش مرکزی، دهستان زرین دشت، ۲۵۰ متری جنوب غربی قلعه گل واقع شده و این اثر در تاریخ ۲۶ دی ۱۳۸۶ با شمارهٔ ثبت ۲۰۶۲۶ به‌عنوان یکی از آثار ملی ایران به ثبت رسیده است.